# Klokot (rijeka)
Klokot je mala, kratka rijeka, lijeva pritoka rijeke Une. Izvire nedaleko od Bihaća, protječe kroz naselje Klokot, te se poslije 4,5 km toka ulijeva u Unu.
To je rijeka jakog izvora i nešto sporijeg toka s malo brzaka na izvoru, koji se nalazi nekoliko stotina metara od aerodroma Željava u podnožju planinskog masiva Plješevice. Dosta je naglašena vodena vegetacija u njenom koritu. Najvećim dijelom svog toka, Klokot protječe kroz širu periferiju Bihaća, a okruženu obroncima Plješevice. Dubina rijeke kreće se od 0,5 do 4 m. Klokot je tipična planinska rijeka. Prosječna temperatura vode kreće se od 8 do 10 °C. Dno je obraslo različitim vodenim biljkama i algama, koji su stanište riječnim rakovima i ribljoj mlađi. Obale ove rijeke nisu šumovite. Gotovo cijelim tokom Klokot protječe pored livada i pašnjaka s izuzetkom dijela u blizini samog izvora, koji je okružen gustim zimzelenim drvećem. Oko 200 m prije ušća u Unu nalazi se most preko kojeg vodi magistralni put M5 iz Bihaća u pravcu graničnog prijelaza Izačić.